# Лопухово (Сейненський повіт)
Лопухово (пол. Łopuchowo) — село в Польщі, у гміні Краснополь Сейненського повіту Підляського воєводства.
Населення — 45 осіб (2011).
У 1975—1998 роках село належало до Сувальського воєводства.

## Демографія
Демографічна структура станом на 31 березня 2011 року:
|          | Загалом | Допрацездатний вік | Працездатний вік | Постпрацездатний вік |
| -------- | ------- | ------------------ | ---------------- | -------------------- |
| Чоловіки | 22      | 1                  | 17               | 4                    |
| Жінки    | 23      | 3                  | 15               | 5                    |
| Разом    | 45      | 4                  | 32               | 9                    |